# Уорсо (Индиана)
Уорсо (англ. Warsaw) — город и административный центр округа Косцюшко в штате Индиана в Соединённых Штатах Америки.
Согласно данным переписи населения США 2020 года число жителей города 
составляло 15 804 человека, что существенно больше, чем при переписи 2010 года (13 815).

## История
Изначально территория, где сейчас построен Уорсо, была местом, где торговцы, охотники и купцы поставляли товары местным фермерам. Благодаря центральному расположению в озерном регионе вскоре и туристы начали посещать поселение и в конечном итоге обосновались в городе на постоянное жительство, а вскоре за ними последовала и промышленность.

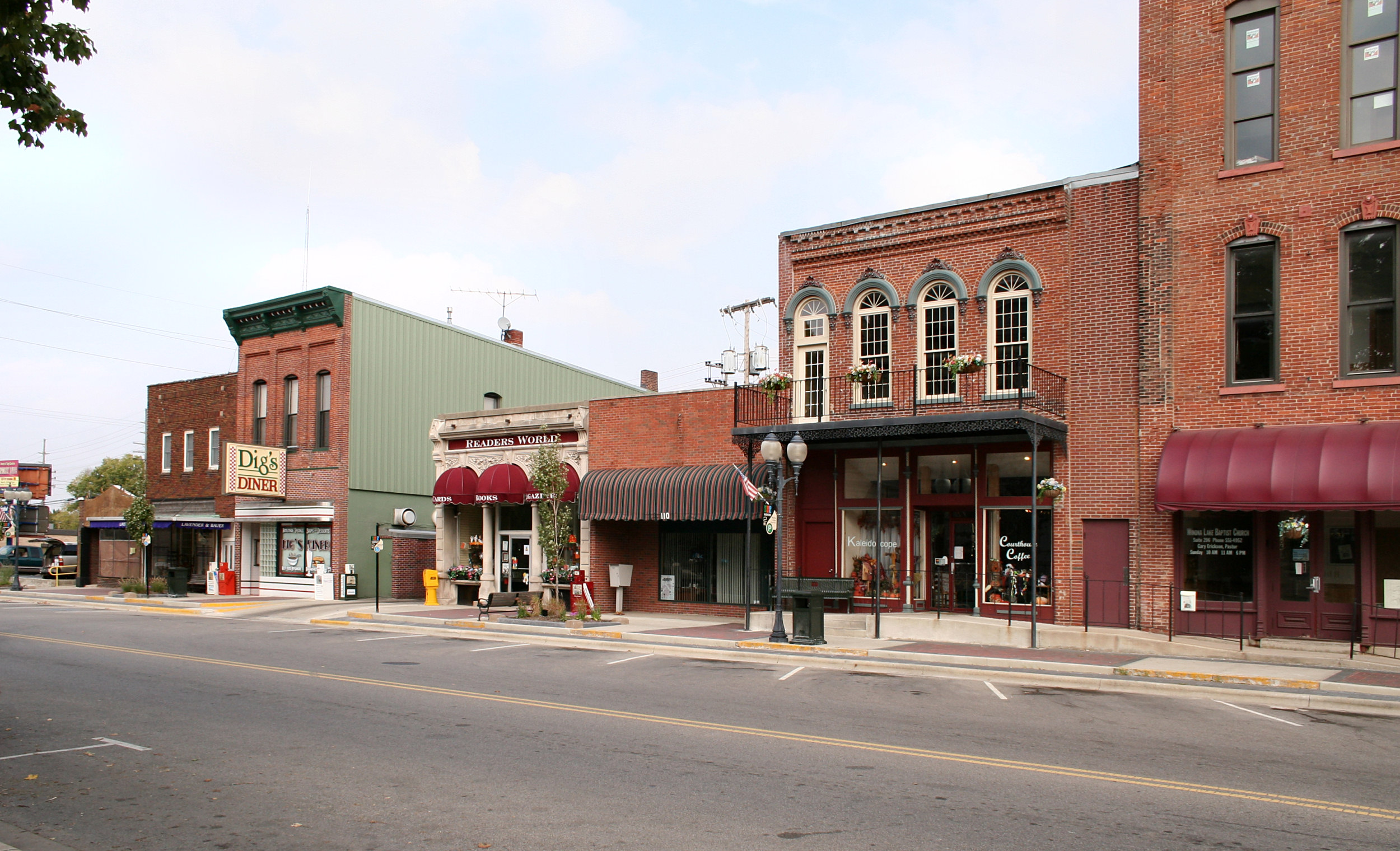
Даунтаун Уорсо

Округ Косцюшко был официально образован в 1836 году и назван именем польского военного деятеля, участника войны за независимость североамериканских колоний Тадеуша Косцюшко. Одновременно выбирая столицу округа американцы не стали сильно мудрить и назвали её Warsaw. На английском языке и польская столица и столица округа пишутся одинаково, разночтения в русском языке были, вероятно, сделаны для удобства восприятия и избежания путаниц, при этом формально не противореча сложившимся правилам транскрипции.
В марте 1854 года Уорсо получил статус города, и первоначальная перепись 2 февраля 1854 года показала, что в городской черте проживало в общей сложности 752 человека. Пенсильванская железная дорога достигла города в ноябре 1854 года, а следом за ней (в августе 1870 года) подошла и Большая четвёрка железных дорог (Кливленд, Цинциннати, Чикаго и Сент-Луис).
Газовое освещение было установлено в августе 1880 года. Телефонные линии были протянуты в 1882 году; первым абонентом стал доктор Эгглстон. Водонапорная станция была построена в 1885 году.
Несколько зданий и сооружений города включены в Национальный реестр исторических мест США.

## География
Уорсо занимает территорию между озерами Пайк, Хидден и Сентер (на севере) и Винона (на юго-востоке); река Типпекано протекает через западную часть города. Граничит с городком Винона-Лейк население которого чуть больше пяти тысяч человек.

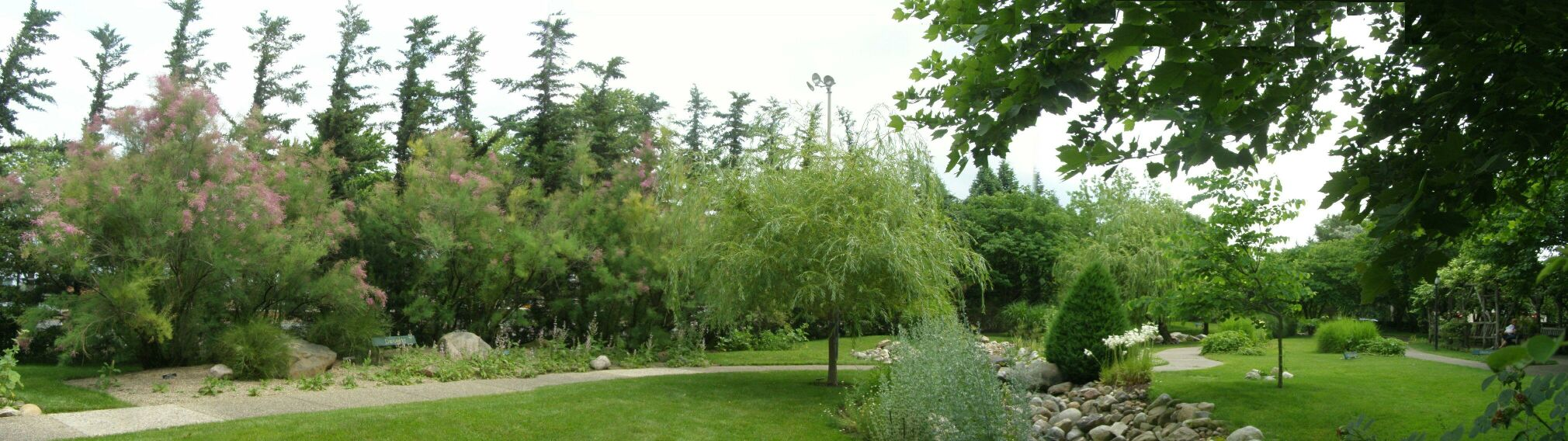
«Библейский сад» в Уорсо

Через город проходят автострада 30 пересекающая Соединённые Штаты с запада на восток от океана до океана, а также несколько межштатных автомагистралей.
Согласно данным Бюро переписи населения США Уорсо имеет общую площадь 12,918 квадратных миль (33,46 км2), из которых 11,58 квадратных миль (29,99 км2 или 89,64 %) приходится на сушу и 1,338 квадратных миль (3,47 км2 или 10,36 %) — на водную поверхность.